# Pozsonyi Akciók Szervezése
A Pozsonyi Akciók Szervezése (rövidítése PASz) a pozsonyi magyar egyetemista és főiskolás diákok szervezete. A szervezet hivatalosan bejegyzett jogi személyként működik, a Diákhálózat (DH) tagszervezete.

## Története
Az 1960-as években az akkori Csehszlovákia főbb egyetemi központjaiban a magyar diákok sorra alakították meg érdekképviseleti szervezeteiket. Ezek a klubként működő társaságok nem hivatalos szervezetekként léteztek, bejegyzésükre a kommunista rendszerben nem volt lehetőség. Aktívabb tagjaikat és rendezvényeiket nem ritkán az állami titkosszolgálat (ŠtB – Štátna bezpečnosť, magyarul Állami Biztonság) is megfigyelte. Ilyen körülmények között jött létre Prágában az Ady Endre Diákkör , Brünnben a Kazinczy Ferenc Diákklub , Nyitrán pedig a Juhász Gyula Ifjúsági Klub  Archiválva 2020. december 5-i dátummal a Wayback Machine-ben. 1965-ben a pozsonyi diákok is megalapították saját diákszervezetüket, mely a József Attila Ifjúsági Klub (rövidítve JAIK) nevet kapta. A szervezet beszélgetőesteket, táncházakat, közös kirándulásokat és véleménycseréket rendezett elsősorban. A klub a rendszerváltásig maradt fenn ilyen formában. 1989 lehetőség nyílt immáron hivatalos formában is megszervezni a csehszlovákiai magyar diákság érdekképviseletét, ezért 1990-ben megalakult a Diákhálózat országos szervezet, melynek központja Pozsony lett. Ez és az a tény, hogy a 90-es évek elején egyre több diákot vettek fel a helyi egyetemek, minek következtében sorra alakultak az egyes karok melletti szakosodott diákklubok, a JAIK végéhez vezetett. Összpozsonyi koordináló szerepkörét a DH vette át, míg a kisebb szakelőadások, kirándulások és más tevékenységek a kari diákklubok kezében voltak. A 90-es évek közepén vetődött fel egy pozsonyi koordinációs, nem formális gyűlés, klub létrehozásának a lehetősége. Így alakult meg a Pozsonyi Akciók Szervezése. Az új évezred első éveiben felmerült az igény az addig informális tanácsként működő szervezet bejegyzésére és tényleges, erős központi szervként történő kiépítésére. A PASz bejegyzésére végül 2005 januárjában került sor.

## Tagszervezetei és tagjai
A PASz hivatalosan egyéneket tömörítő diákszervezetként működik, ténylegesen azonban a már korábban is meglévő kari diákklubok ernyőszerveként fejti ki tevékenységét. Erre a megoldásra többek között azért volt szükség, hogy ne kelljen tucatnyi kis, pár tucat potenciális tagot tömörítő klubot bejegyezni. Az egyes diákklubok tagjai hivatalosan a PASz tagjai. A PASz tagszervezetei a következőek:
- BÁDOK (Bánki Donát Klub) – Szlovák Műszaki Egyetem Gépészkara
- EMUK (Ekonómusok és Menedzserek az UK-n) – Comenius Egyetem Menedzsment Kara
- Közgáz (Közgazdasági Egyetem Klubja) – Közgazdaságtudományi Egyetem
- NEUJK (Neumann János Klub) – Szlovák Műszaki Egyetem Villamosmérnöki Kara
- PIJÁK (Pilinszky János Klub) – Comenius Egyetem Bölcsészettudományi Kara
- PVC (Pozsonyi Vegyészek Klubja) – Szlovák Műszaki Egyetem Vegyészeti Kara
- SEJK (Selye János Klub) – Comenius Egyetem Orvostudományi Kara
- SZADIK (Szent-Györgyi Albert Klub) – Comenius Egyetem Természettudományi Kara
- TEK (Teller Ede Klub) – Comenius Egyetem Matematikai és Informatikai Kara
- WIK (Werbőczy István Klub) – Comenius Egyetem Jogi Kara
- YMK (Ybl Miklós Klub) – Szlovák Műszaki Egyetem Építészeti Kara

## Tevékenységi kör
A PASz mint diákszervezet elsősorban a tagságot érintő és megszólító rendezvényeket szervez. Minden hónapban megrendezik a hagyományos magyar bulit (a résztvevők száma hónapoktól függően 200 és 1000 között mozog) és Deja Vu klubestet (100-150 részvevő). Ez előbbi legtöbb esetben nosztalgiabuli élő zenével vagy koncerttel. Az elmúlt években fellépett a magyar bulin többek közt a Kispál és a Borz, a Kistehén tánczenekar vagy a Ladánybene 27. Külön fejezetet képez az őszi és tavaszi diákfesztiválok alkalmával rendezett magyar buli, ezen többek közt fellépett már a Republic, az EDDA vagy a Zanzibar. A Deja Vu klubest programja egy vendégzenész vagy közéleti személyiség fellépéséből és a Deja Vu dzsesszzenekar koncertjéből áll. Az est vendégei voltak az elmúlt években többek között Soma, Vikidál Gyula, Varga Miklós, Vágó István. Ezeken az állandó rendezvényeken kívül a PASz kiadja a MÁK nevű diáklapot (évi 9 példány), szakmai előadásokat, filmvetítéseket szervez. Műszaki szakirányú tagjai számára nyáron magyarországi szakmai gyakorlatok lehetőségét biztosítja be. A szervezet legnagyobb volumenű rendezvénye az őszi és a tavaszi diákfesztivál. Az őszi diákfesztre november elején, a tavaszira április végén szokott sor kerülni egy másfél hetes rendezvénysorozat keretén belül: hivatalos megnyitó, kiállítás, Deja Vu klubest, vitaestek, filmvetítés, sportnap, magyar buli tarkítja a programot.
A szervezet célja összetartani a Pozsonyban tanuló magyar nemzetiségű diákságot. Az összetartó erőn kívül a szervezet működésének természetes hozadéka a helyi és az országos magyar társadalmi és közösségi elit utánpótlásának biztosítása. A PASz és elődszervezetének volt vezetői között több jelenlegi magyar politikus, értelmiségi és a társadalom egyéb területein dolgozó szakember is megtalálható.

## Vezetői
A PASz elnökét a klubok elnökei választják egy évre abszolút többséggel, általában májusban. A szervezetnek három alelnöke van. A PASz eddigi elnökei:
- 1999-2000 Németh Zsuzsa (YMK tagja)
- 2000-2002 Szemet Eszter (WIK)
- 2002-2003 Végh Zsuzsa (Közgáz)
- 2003-2004 Nagy Ágnes (BÁDOK)
- 2004-2006 Mózes Szabolcs (PIJÁK)
- 2006      Korcsmáros Zoltán (SZADIK)
- 2006-     Urgács Andrea (EMUK)

## Külső hivatkozások
- hivatalos oldal Archiválva 2007. október 15-i dátummal a Wayback Machine-ben
- a Diákhálózat oldalán